# Anni Leppälä
Anni Leppälä (née à Helsinki, en 1981) est une photographe finlandaise. Elle a été désignée «  jeune artiste de l'année 2010 » et son travail est exposé à l'étranger depuis 2006.

## Biographie
Anni Leppälä a obtenu un baccalauréat en photographie de Åbo Akademi à Turku en 2004 et a poursuivi sa maîtrise à l'Université d'art et de design d'Helsinki jusqu'en 2011.
Ses œuvres ont été exposées pour la première fois en 2001 à la Turku Gallery de Manille.  
Leppälä a été désignée jeune artiste de l'année en 2010,. Le but de ce prix est de soutenir des jeunes artistes d'envergure internationale.
Cette distinction lui a permis d'avoir une exposition personnelle au Musée d'art de Tampere. À la suite de cette exposition, le musée a également publié un livre illustré avec des photographies d'Anni Leppälä.
À l'automne 2017, Leppälä a été choisi comme artiste invité à l'Institut allemand en Finlande.
Ses photos se trouvent au musée d'art contemporain Kiasma, à l'EMMA Museum of Modern Art, au Musée de la photographie de Finlande, à la collection Pentti Kouri, au Parlement finlandais, dans la collection de la Deutsche Bank, à la Fondation d’entreprise Hermès et dans des collections privées. 

## Expositions (sélection)
Une liste détaillée d'expositions se trouve sur le site d'Anni Leppälä

### Expositions individuelles
Depuis, elle a eu des expositions personnelles à la Bern TH Gallery (2011), la Barbara Gross Gallery à Munich (2011), l'AMA Gallery à Helsinki (2013),
2012 : Anni Lippälä, Rencontres de la photographie d'Arles
2014 :  Purdy Hicks Gallery, Londres
2014-2015 : Anni Leppälä, the Book of images, Galerie les Filles du Calvaire, Paris
2015 : Musée d'art de Tampere
2016 : Anni Leppälä - The light of other days , Gallery Taik Persons, Berlin
2016 : Poésie de l’intime, Claude Batho et Anni Leppälä, Centre d'art Gwinzegal à Guingamp
2017 : Ama Gallery, Helsinki
2017: Nicht nur Sichtbares zeigen, Kunstverein, Schwäbisch Hall

### Expositions de groupe
2009 : Auf der Spitze des Eisbergs - Neue Fotografie aus Finnland, Kunstmuseum Wolfsburg 
2010 : Anni Leppälä - Chapter IV, Galerie Persons projects, Berlin
2011 : Alice in Wonderland, Logomo Art Centre, Turku
2015 : 80 Days of Summer. Stories of Identity, Fotofestival Gent, Gand

## Distinctions
- Prix jeune artiste finlandaise[1]